# NGC 3076
NGC 3076 је спирална галаксија у сазвежђу Хидра која се налази на NGC листи објеката дубоког неба.
Деклинација објекта је - 18° 10' 42" а ректасцензија 9h 57m 37,7s. Привидна величина (магнитуда) објекта NGC 3076 износи 13,2 а фотографска магнитуда 14,0. NGC 3076 је још познат и под ознакама ESO 566-34, MCG -3-26-2, PGC 28769, PGC 28766.